# Котлово (Рыбинский район)
В Ярославской области есть ещё одна деревня Котлово, в Некрасовском районе.
Котло́во — деревня в Михайловском сельском округе Волжского сельского поселения Рыбинского района Ярославской области.
Деревня расположена на автомобильной дороге, идущей от центра сельского округа Михайловского на Александрову Пустынь. Деревня расположена на небольшом удалении от заболоченного левого берега Иоды, выше по течению и южнее по дороге от деревни Шалково. В деревне дорогу пересекает безымянный левый приток Иоды. Примерно в 1,5 км к югу, в сторону Александровой Пустыни близко расположены две деревни Якшино и Николо-Задубровье. К западу от Котлово обширный лесной заболоченный массив, разделяющий долины реки Черёмухи и её притока Иода, часть этого массива занята Чудиновским болотом.
Деревня Котлова указана на плане генерального межевания Рыбинского уезда 1792 года.
На 1 января 2007 года в деревне числилось 3 постоянных жителя. Почтовое отделение, находящееся в деревне Семенники, обслуживает в Котлово 4 дома.